# La familia Trapisonda
La familia Trapisonda, un grupito que es la monda est une série espagnole de bandes dessinées illustrée par Francisco Ibáñez, publiée entre 1958 et 1968. Elle traite des mésaventures comiques d'une famille de la classe populaire.

## Synopsis
La série raconte les mésaventures quotidiennes d'une famille de classe populaire et de son animal de compagnie, qui se déroulent presque toujours dans la sphère domestique, au troisième étage d'un immeuble typique d'une grande ville. De ce point de vue, la série est très similaire à d'autres bandes dessinées de l'Escuela Bruguera mettant en scène des familles, en particulier La familia Cebolleta de Manuel Vázquez.

## Personnages
Le protagoniste est Pancracio, père de famille et ployé de bureau ennuyeux (pompier dans les premières bandes). Il est chauve, moustachu, envieux, arrogant, maladroit et surtout très malchanceux, ce qui fait qu'il est toujours la cible des multiples malheurs burlesques typiques de la bande. Sa femme, Leonor, femme au foyer et ses deux enfants, Felipín, un petit garçon très coquin et Sabihondín, un enfant chauve à lunettes toujours habillé en noir et grand élève. Le chien, Atila, ne ressent que du mépris de la part de son maître Pancracio (le lecteur le sait grâce à ses bulles de pensées).
Un an après la publication de la première bande, la censure franquiste interdit de ridiculiser la figure paternelle dans les magazines pour enfants, ce qui oblige Ibáñez à modifier les relations familiales. Pancacrio et Leonor sont passés de mari et femme à frère et sœur, et les enfants sont devenus des neveux. Pour ajouter à la confusion, les enfants n'étaient pas frères mais cousins. Il n'est jamais expliqué pourquoi les enfants vivent avec leurs oncles.

## Édition
La bande dessinée est publiée pour la première fois le 7 juillet 1958 dans le magazine hebdomadaire espagnol Pulgarcito no 1418. Elle est également publiée dans Ven y Ven (1959), El Capitán Trueno Extra (1960-1968) et Bravo (1968), et est réimprimé plus tard dans d'autres publications. Il existe plusieurs compilations, comme le no 12 de la 4e édition de la collection Olé.
La première caricature de la série est probablement celle apparue dans le no 31 de El Capitán Trueno Extra en 1960, dans lequel Pancracio ne reconnaît pas le « studieux chauve » qui est un personnage régulier de la série. La page en question présente d'autres particularités telles que la profession de Pancracio est pompier au lieu d'employé, sa « sœur » est très superstitieuse et la servante Robustiana apparaît.